# حسن جلالیان
حسن جلالیان (ارمنی: Եսայի Հասան-Ջալալյան، آوانگاری: Esayi Hasan-J̌alalyan)(درگذشتهٔ ۱۷۲۸) که همچنین یسایی یا آسایی حسن جلالیان نیز شناخته می‌شود، یک ارمنی تاریخ‌نگار و کاتولیکوس آغوانک از سال ۱۷۰۲ تا ۱۷۲۸ بود. او از خاندان حسن جلالیان بود.

## زندگی
تاریخ تولد وی مشخص نیست. به گفتهٔ رافی، پدر وی ولیجان سوم (درگذشتهٔ ۱۶۸۶)، ملک خاچن بود. او یکی از اشراف ارمنی بود که در گردهمایی شرکت کردند و کاتولیکوس یعقوب چهارم را همراه با اسرائیل آوری برای جلب حمایت غرب به منظور آزادی مسیحیان، به ویژه ارمنیان از امپراتوری صفوی فرستادند.

### کاتولیکوسات
پس از درگذشت سیمئون چهارم (۱۶۷۵–۱۷۰۱) و ارمیا دوم (دایی آسایی، ۱۶۷۶–۱۷۰۰)، که هر دو کاتولیکوس‌های رقیب آغوانک بودند، آسایی در اکتبر–نوامبر ۱۷۰۱ به شاه سلطان حسین صفوی درخواست داد تا به عنوان کاتولیکوس جدید به رسمیت شناخته شود و ۵۰ سکه طلا پرداخت کرد. او بعدها در ۱۷۰۲ توسط ناهبد اول ارمنستان به عنوان کاتولیکوس تقدیس شد. آسایی از این فرصت برای گسترش نفوذ خود به روسیه در دورهٔ ۱۰ ماههٔ خلاء در کرسی ارمنی استفاده کرد. با این حال، یک اسقف دیگر به نام نرسس پنجم (۱۷۰۶–۱۷۳۶) کاتولیکوس خود را در صومعه یریتس مانکانتس اعلام کرد. اگرچه در ۱۷۰۷ الکساندر اول جلفا از آسایی در برابر نرسس حمایت کرد، اما نرسس همچنان ادعای مشروعیت خود را ادامه داد. او در ۱۷۱۱ همراه با اسرائیل آوری به روسیه رفت تا با پتر کبیر دیدار کند، اما اسرائیل در آستراخان درگذشت و آسایی به قراباغ بازگشت. جانشین الکساندر اسدوادزادور ارمنستان در ۱۷۱۶ برخی از حقوق آسایی را به کلیسای ارمنی بازگرداند، اما این حقوق را در ۱۷۱۹ دوباره باز پس گرفت.
آسایی به شدت طرفدار روسیه بود و دو نامه به پتر کبیر ارسال کرد - نخست در ۲۳ سپتامبر ۱۷۱۸ و دومی در ۱ آوریل ۱۷۲۱ - و از او درخواست کمک کرد. او بعدها در ۲۸ مه ۱۷۲۲ به دیدار پادشاه کارتلی واختانگ ششم رفت و به ارتش او پیوست تا در شورش ناموفق او علیه صفوی‌ها با وعده کمک از پتر کبیر مشارکت کند. او توانست در ۱۸ سپتامبر ۱۷۲۲ از مختلف ملکان قراباغ ۱۰٫۰۰۰ نیرو جمع‌آوری کند، اما واختانگ که از متحدان روسی خود رها شده بود، در نوامبر ۱۷۲۲ به تفلیس بازگشت. برخلاف خواستهٔ اسدوادزادور، او به احمد سوم مقاومت کرد، زمانی که ارتش‌های عثمانی آذربایجان را در سال ۱۷۲۲ اشغال کردند و از داوید بک حمایت کرد. اما پس از تصرف روان توسط عثمانی‌ها در ۲۸ سپتامبر ۱۷۲۴ و پس از معاهده قسطنطنیه، که در آن روس‌ها مالکیت گرجستان و ارمنستان را به عثمانی‌ها شناخته بودند، آسایی مجبور به تسلیم شدن در کنار سایر فئودال‌ها در منطقه شد. در ژوئیه ۱۷۲۶، او به همراه بی‌های قراباغ، ملکان و زمین‌داران به باردا رفت تا با ساری مصطفی پاشا (پسر غازی حسین پاشا و داماد آیندهٔ سلطان) برای مذاکرات دیدار کند.
به گفتهٔ برخی منابع، او توسط سایر اشراف ارمنی به خیانت متهم شد و مجبور به خودکشی در ۱۷۲۸ گردید.

## آثار
او سنگ‌نوشته‌های صومعه‌های قراباغ (دادِوانک، گوشاوانک، گاندزار و غیره) و دست‌نوشته‌های مختلف انجیل‌ها را جمع‌آوری کرد. او به‌ویژه به‌خاطر اثر ناقص خود به نام «تاریخ مختصر منطقه آغوانک» معروف است، که توصیفی از رویدادهای زمان خود است و تا سال ۱۷۲۳ ادامه دارد. این کتاب نخستین بار در شوشا توسط بغداسار حسن-جلالیان در ۱۸۳۶ منتشر شد، سپس به زبان‌های مختلف از جمله فرانسه (۱۸۷۶) توسط ماری-فلیسیتی بروسه، ارمنی (۱۸۶۸)، گرجی (۱۹۷۱)، و آذربایجانی (۱۹۹۲) منتشر شد.